# (4541) Mizuno
(4541) Mizuno ist ein Asteroid des Hauptgürtels, der am 1. November 1989 von den japanischen Astronomen Kenzō Suzuki und Toshimasa Furuta am Kodamayama-Observatorium (IAU-Code 881) bei Toyota in der Präfektur Aichi entdeckt wurde.
Der Asteroid wurde nach dem japanischen Astronomen Yoshikane Mizuno (* 1954) benannt.